# Ecurie Nationale Belge
Ecurie Nationale Belge (також відома під назвою Equipe Nationale Belge чи ENB) — команда Формули 1, яка брала участь у змагання у період з 1955 по 1962 роки. Заснована Жаком Свотерсом та Джоні Клаусом.
Виступаючи у чемпіонаті Формули 1 команда використовувала різні шасі від сторонніх виробників: Феррарі, Cooper Car Company, Лотус, Emeryson. У 1962 році на Гран-прі Німеччини команда представила шасі свого власного виробництва. Проте більше на етапах Чемпіонату світу команда не виступала.